# N++
N++ est un jeu vidéo de plates-formes développé et édité par Metanet Software, sorti en 2015 sur Windows, Mac, Linux, PlayStation 4, en 2017 sur Xbox One et en 2018 sur Nintendo Switch.

## Accueil
- Destructoid : 8,5/5[1]
- GameSpot : 8/10[2]